# Uvaria flexuosa
Uvaria flexuosa är en kirimojaväxtart som beskrevs av Suzanne Ast. Uvaria flexuosa ingår i släktet Uvaria och familjen kirimojaväxter. Inga underarter finns listade i Catalogue of Life.